# Justin I.
Justin I. (lateinisch Imperator Caesar Flavius Iustinus Augustus; altgriechisch Φλάβιος Ἰουστίνος Αὔγουστος Flavios Ioustinos Augoustos, als Kaiser auch Ἰουστίνος Αʹ ὁ Μέγας Ioustinos I. ho Megas ("Justin der Große"); * um 450 bei Naissus; † 1. August 527 in Konstantinopel) war von 518 bis 527 (ost-)römischer Kaiser und der erste Herrscher der Justinianischen Dynastie (518–578 bzw. 602).

## Leben

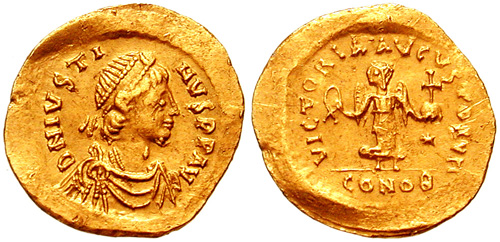
Tremissis des Justin I.

Flavius Iustinus wurde um 450 (laut Johannes Malalas 452) in der Umgebung von Naissus in der römischen Provinz Dacia mediterranea als Sohn bäuerlicher Eltern geboren und absolvierte seit etwa 470 in Konstantinopel zunächst eine Militärkarriere, die insbesondere durch seine Teilnahme am Isaurischen Krieg 492–498 gekennzeichnet war. Justin stammte aus dem Illyricum und damit aus einem Teil des Oströmischen Reiches, in dem Latein gesprochen wurde. Sein angeblich schlechtes Griechisch bot später Anlass zum Spott; und es hieß, er habe als Analphabet zum Unterzeichnen seiner Erlasse eine Schablone gebraucht (so der spätantike Historiker und Zeitgenosse Prokopios von Caesarea). 
Justin wurde unter Kaiser Leo I. (457 bis 474) in die von diesem neu gegründete Leibwache der excubitores aufgenommen und stieg in der Folgezeit auf, wobei die Stufen seiner Karriere im Einzelnen unklar sind. 503 war er bereits einer der Generäle des großen oströmischen Heeres, dessen Offensive gegen die persischen Sassaniden aber kläglich scheiterte. Erfolgreicher agierte er als Admiral während der Kämpfe gegen den rebellischen General Vitalian im Jahr 515. Wenig später stieg er zum Kommandeur der kaiserlichen Garde (comes excubitorum) auf. Nach dem Tod des Kaisers Anastasius wurde Justin 518 (wohl am 10. Juli) in bereits recht hohem Alter zum Kaiser ausgerufen. Nach spätrömischer Sitte im Circus auf den Schild gehoben und von dem Goten Godilas mit einem Wendelring (torques) gekrönt, erfolgte anschließend die Krönung mit dem Diadem durch den Patriarchen Johannes II. Dabei scheint sich Justin I. geschickt und skrupellos gegen andere Kandidaten, darunter die erwachsenen Neffen seines Vorgängers sowie der magister militum Patricius und insbesondere der domesticus Theokritos, durchgesetzt zu haben; angeblich setzte er Bestechungsgelder, die er eigentlich im Auftrag des Theokritos verteilen sollte, im eigenen Namen ein, um seine Wahl zu ermöglichen. Bereits recht bald nach Beginn seiner Regierungszeit fungierte vermutlich sein gebildeter Neffe und späterer Nachfolger Petrus Sabbatius (Justinian) als wichtiger Berater Justins. Einiges deutet darauf hin, dass Justins Herrschaftsanspruch nicht von allen Mitgliedern der Senatsaristokratie akzeptiert wurde; vielmehr stützte sich der neue Augustus demonstrativ stärker als sein Vorgänger auf die Armee, der er ja entstammte, was auch in der Wiedereinführung des Rituals der Schilderhebung bei seiner Kaiserakklamation deutlich wird. Andererseits scheint Justin seine Erhebung nicht zuletzt seinen guten Kontakten zu einflussreichen Kreisen im Palast verdankt zu haben. Vitalian, der Justin hätte militärisch gefährlich werden können, wurde zunächst die Versöhnung angeboten: Am 1. Januar 520 trat er das ordentliche Consulat an. Kurz darauf aber wurde er im Palast überfallen und ermordet, sehr wahrscheinlich auf kaiserlichen Befehl.
In seinen Beziehungen zur katholischen Kirche setzte Justin auf Diplomatie. In einer Korrespondenz mit dem römischen Bischof Hormisdas gelang es ihm 519, das Akakianische Schisma (seit 484) zu überwinden, indem der Kaiser Rom in praktisch allen Punkten nachgab und die Patriarchen der Ostkirche zwang, dies ebenfalls zu tun. Damit wurde deutlich, dass das wiedererstarkte Oströmische Reich nun erneut verstärktes Interesse an den Vorgängen im Westen hatte. Um diese Zeit lässt sich auch erstmals (bei Marcellinus Comes) die Ansicht nachweisen, 476 habe das weströmische Kaisertum aufgehört zu existieren, weshalb die Herrschaftsrechte im Westen nun beim oströmischen Kaiser lägen. In der Folgezeit nahm die römische Kirche dann unter Johannes I. eine Vermittlerrolle zwischen dem Kaiser und dem arianischen Ostgotenkönig Theoderich ein; diese Politik scheiterte aber, als Theoderich den greisen Bischof unter der Anschuldigung, sich mit Ostrom gegen die Goten verbündet zu haben, gefangen nehmen ließ.
Die Regierungszeit Justins war außenpolitisch nicht zuletzt vom Kampf gegen die persischen Sassaniden an der Ostgrenze geprägt (siehe auch Kavadh I., Römisch-Persische Kriege). Im Jahr 522 empfing Justin den Lazenkönig Tzath in Konstantinopel, fungierte als Taufpate und setzte ihn als König in Lasika ein. Hatte es bereits vorher latente, wachsende Spannungen zwischen Ostrom und Persien gegeben (unter anderem aufgrund des Scheiterns von Verhandlungen, welche die Adoption des späteren Perserkönigs Chosrau I. durch Justin zum Ziel gehabt hatten), entluden sich diese seit 526 in Kämpfen im Kaukasus, vor allem in der Region um Iberien, und in Nordmesopotamien. Der Krieg verlief wechselhaft und brachte keine Entscheidung; er dauerte auch nach dem Tod Justins noch bis 532 an. Dafür gelang die Ausweitung des christlichen Einflusses in Himyar (heutiger Jemen, siehe Ella Asbeha).
Auch die Beziehungen zum Ostgotenreich verschlechterten sich, zumal am ostgotischen Königshof die seit dem Ende des Schismas erstarkende prokaiserliche (oströmische) Partei bekämpft wurde. In diesem Zusammenhang ist auch die Hinrichtung des Philosophen Boëthius zu sehen. Demgegenüber wurden im Ostreich die Arianer ab dem Jahr 523 verfolgt, was man am ostgotischen Hof mit Missmut hinnehmen musste, hingen doch auch die Ostgoten mehrheitlich dem arianischen Bekenntnis an. Der blutige Gotenkrieg, den Justins Nachfolger seit 535 führen sollte, warf seine Schatten voraus.
Kaiser Justin starb am 1. August 527. Nachfolger wurde sein Neffe und Adoptivsohn Justinian, der bereits seit 525 Caesar gewesen und im April 527 zum Mitkaiser (Augustus) erhoben worden war, was einen reibungslosen Übergang ermöglichte.
In Justinians Regierungszeit beschleunigte sich der Übergang von der antiken Staatlichkeit Ostroms zum Oströmischen Reich mittelalterlicher Prägung. Seine Regierungszeit überstrahlt in der Rezeption diejenige Justins. Dies ist auch der Geschichtsschreibung Prokops zuzuschreiben, der sich eher abwertend über Justin äußert und suggeriert, Justin sei nur ein ungebildetes, williges Werkzeug seines Neffen gewesen. Diese Beurteilung ist jedoch zweifelhaft, auch wenn Justinian zweifellos zumindest in der Spätzeit großen Einfluss auf Justin ausgeübt hat. Dennoch bildete Justins Herrschaft das Fundament für Justinians Erfolge. Es spricht einiges dafür, dass Justin zumindest bis etwa 525 durchaus eigenständig agierte und nicht, wie oft in Anschluss an parteiische Quellen angenommen wird, bereits von Anfang an nur ein Instrument seines begabten Neffen war, den er überdies wohl nur widerstrebend als Nachfolger eingesetzt hat.

## Rezeption
Die Person des Justin ist Thema mehrerer Opern, darunter Giustino von Giovanni Legrenzi (1683), Giustino von Antonio Vivaldi (1724) und Giustino von Georg Friedrich Händel (1737).